# Едмонд Демирджиян
Едмонд Агоп Демирджиян е български художник и музикант от арменски произход, живял и работил в България и САЩ.

## Образование
През 1971 г. завършва Художествената гимназия в София. През 1978 г. завършва специалност стенопис в Художествената академия в София при проф. Димо Заимов.

## Творческа кариера
От 1978 участва активно в художествения живот в България и в чужбина. Организира множество самостоятелни изложби. Работи в областта на рисунката, колажа, живописта (с маслени и акрилни бои, темпера и акварел) и графиката. Прави стенописи (Гранд хотел „Разград“) и мозайки (халите в Габрово).
През 1994 получава зелена карта за постоянно пребиваване в САЩ по закона за „изключителни заслуги в областта на изкуството“. До 1998 разделя времето си между България и САЩ. През 1995 получава престижна стипендия за живопис на американската фондация „Полък-Краснер“.
През 2006 г. е удостоен с наградата на София за изключителни заслуги в областта на изкуството и културата за изложбата „Непоказвано от Едмонд“, галерия на ул. „Шипка“ 6, София.
Творчеството му се разделя на няколко периода: 1978-1983 – създава фигурални композиции, интериори и натюрморти в конструктивистичен маниер; 1983-1987 – рисува предимно гротескни фигурални композиции с темпера в експресионистичен стил; след 1987 развива творчеството си по посока на абстрактния експресионизъм.
През 2008 открива собствено изложбено пространство, наречено „Салон-ателие Едмонд“ на ул. 13 март №21 в София.
Едмонд Демирджиян умира на 23 юли 2009 г. от инфаркт. Погребан е в София.

## Изложби
- 2008 Салон-ателие Едмонд – Ню Йорк-Брюксел-Париж
- 2008 Салон-ателие Едмонд – Моята мечта за порядък
- 2007 галерия Ракурси – Това, което има значение
- 2006 галерия Шипка 6 – Непоказвано от Едмонд
- 2004 галерия СИбанк, галерия Артефир
- 2002 галерия Куатро – Глатфелден, Швейцария
- 2001 галерия Възраждане, Пловдив
- 2000 Артеа център, Варна и галерия Александър, София
- 1999 галерия Артин, Варна
- 1988 галерия Крида Арт, София
- 1997 галерия Досев, София и Фоли Тиътър, Канзас сити
- 1996 галерия Лукас, Пловдив; галерия Зинзен, Брюксел и галерия Макта, София
- 1995 Лоби Гелъри, Ню Йорк
- 1994 Гелъри 88, Люксембург; Ева Рейнолдс Файн Арт, Канзас Сити и Олимпик Арт Гелъри, Канзас Сити
- 1993 галерия Зинзен, Брюксел; галерия Кати, София и галерия Урсула Шлотеберк, Норб, Германия
- 1992 галерия Шрьодер, Аугсбург, Германия
- 1991 галерия Идуна, Стокхолм; галерия Лотос, Виена иЛандескултурцентрум, Линц
- 1990 галерия Ил Саджаторе, Рим; Фолксбанк, Дорнбирн, Австрия и галерия Какерлак, Виена

## Посмъртно признание
През 2010 г. е учредена Фондация „Едмонд Демирджиян“, която връчва ежегодна награда за живопис за обещаващо развитие и посветеност на изкуството „Едмонд Демирджиян“.